# Billie Burke

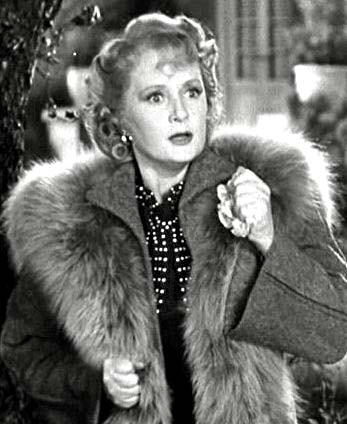
Billie Burke i en scen från filmen En förbryllande natt (1941)

Billie Burke (eg. Mary William Ethelbert Appleton Burke), född 7 augusti 1884 i Washington, D.C., död 14 maj 1970 i Los Angeles, Kalifornien, var en amerikansk skådespelare och scenstjärna.

## Biografi
Billie Burkes far var sjungande clown vid den berömda cirkusen Barnum and Bailey.
Hon gjorde scendebut 1903 i London och kom till Broadway 1907, där hon blev enormt populär. Bland hennes beundrare och kavaljerer märks Mark Twain, Enrico Caruso och W. Somerset Maugham.
1914 gifte hon sig med den kände teaterproducenten Florenz Ziegfeld; de var gifta fram till hans död 1932. De bodde på en egendom vid Hudsonfloden, omgivna av ett menageri som inkluderade två björnar, två lejonungar, 15 hundar och en hjord rådjur.
1915 fick Burke ett erbjudande på 300 000 dollar för att medverka i stumfilmen Peggy. Hon spelade sedan in ett dussintal stumfilmer, men återvände till Broadway. Efter börskraschen 1929, då hennes man blev ruinerad, återvände hon till Hollywood i ett försök att hjälpa sin man ekonomiskt. Hon blev sedan populär i roller som nervös, virrig mogen kvinna. Hon hade ofta Roland Young som motspelare i filmer.
Myrna Loy spelade rollen som Billie Burke i filmen Den store Ziegfeld (1936).
Burke har en stjärna för film på Hollywood Walk of Fame vid adressen 6617 Hollywood Blvd.

## Eftermäle
Nedslagskratern Burke på planeten Merkurius är uppkallad efter henne.

## Filmografi i urval
- 1915 – Peggy
- 1918 – The Misleading Widow
- 1932 – A Bill of Divorcement
- 1933 – Middag kl. 8
- 1935 – Fåfängans marknad
- 1935 – Hans hjärtas val
- 1935 – Skandalen för dagen
- 1936 – Beräknande fruar
- 1937 – Det spökar i sta'n
- 1938 – Det spökar på Rivieran
- 1938 – Gentleman på luffen
- 1938 – Hela familjen på vift
- 1939 – Doktorn i dilemma[3]

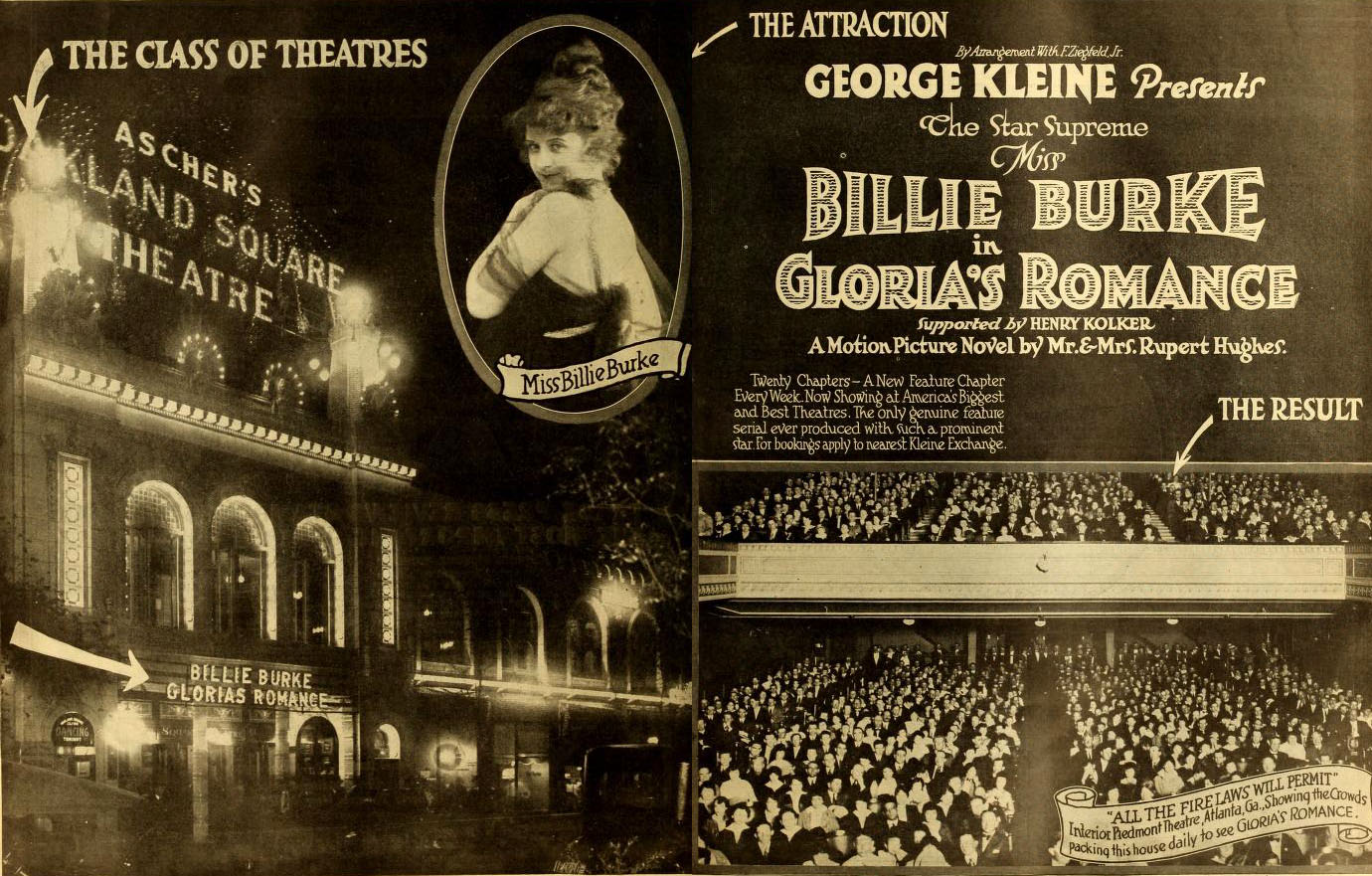
Gloria's Romance (1916)

- 1939 – Trollkarlen från Oz (som Glinda, den goda häxan från Norr)
- 1940 – Spöket reser hem
- 1941 – Han som kom till middag
- 1941 – En förbryllande natt
- 1942 – I detta vårt liv
- 1943 – Oss svindlare emellan
- 1949 – Vi dansar igen!
- 1950 – Brudens fader
- 1951 – Morfar opp i dagen
- 1959 – De samvetslösa
- 1960 – Kapten Buffalo